# NGC 4751
NGC 4751 este o galaxie lenticulară situată în constelația Centaurul. A fost descoperită în 15 martie 1836 de către John Herschel. Se află la o distanță de 24,97 de megaparseci de Pământ.